# Macabi HaTzair
Macabi HaTzair (en hebreu: מכבי הצעיר) és un moviment juvenil sionista fundat a Alemanya, en 1926. Forma part de la Unió Mundial Macabi. En 1936 va celebrar la seva primera convenció en la ciutat de Tel-Aviv. Actualment el moviment té uns 3.000 membres.

## Moviment

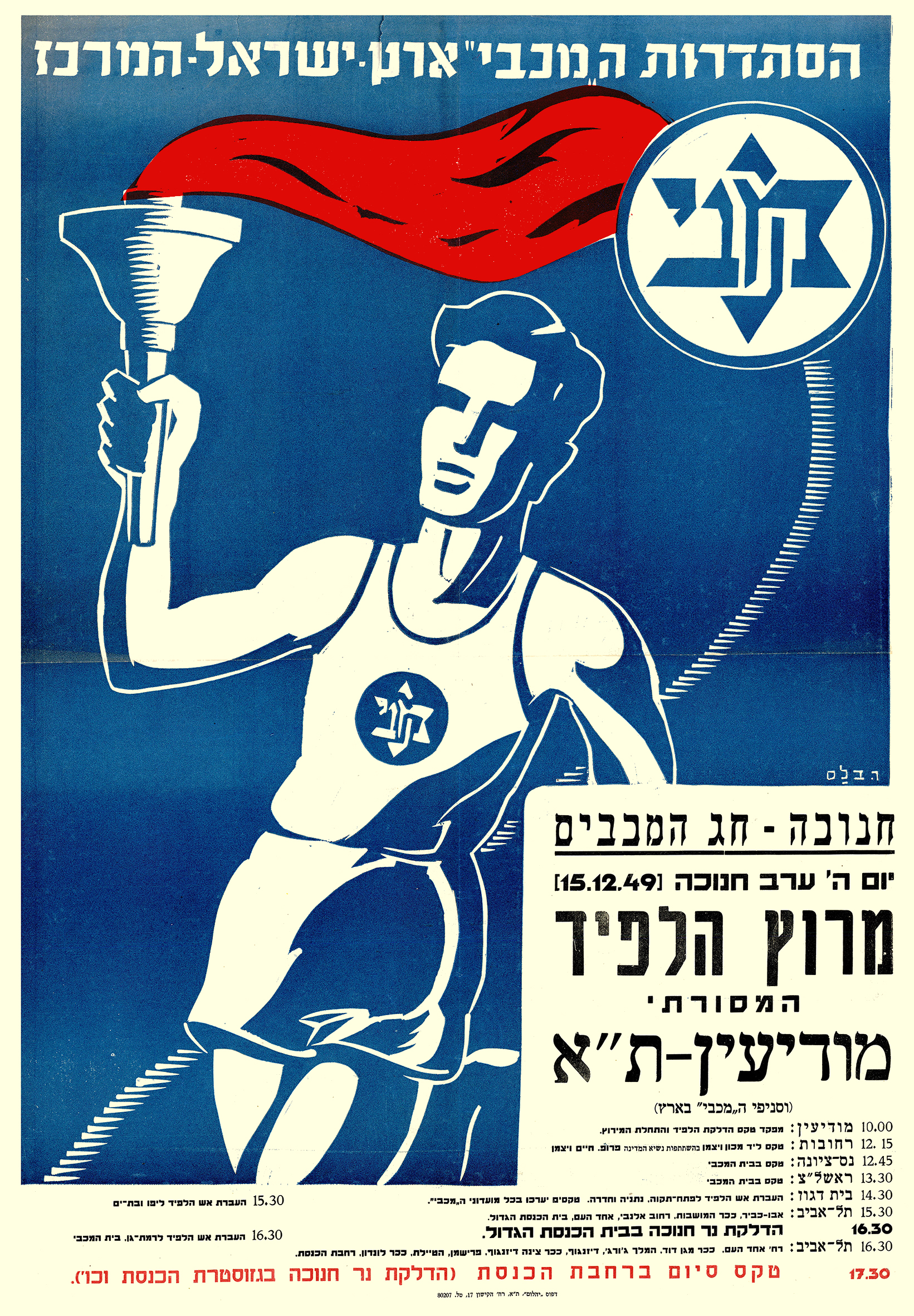
Cartell de Macabi Tzair.

### Valors
Els principals valors que caracteritzen al moviment són el sionisme, el lideratge, la bona ciutadania, l'amistat entre els seus membres, la persistència i el suport a la comunitat, així com la autorealització. El moviment mundial Macabi promou l'activitat física i l'esport entre el poble jueu. El moviment juvenil Macabi HaTzair va ser creat per a promoure l'educació física dels joves.

### Símbols
El seu uniforme inclou camises i pantalons de colors, això simbolitza la igualtat i la simplicitat, així com la diversitat. Un llaç plegat de color blau amb tres ratlles blanques representa la Bandera d'Israel. També simbolitza el compromís dels seus membres amb els valors del sionisme. La insígnia del moviment està formada per dues lletres de l'alfabet hebreu. Les dues lletres estan disposades formant una Estrella de David. Aquest símbol, crea un vincle entre el moviment macabeu i la persona.

### Història
Durant diversos anys, fins a l'establiment oficial de l'Estat d'Israel, la seva activitat principal va ser reclutar a joves jueus com a part de l'esforç per establir un sistema esportiu, en el nou país emergent. En aquells anys, el moviment juvenil va exercir un paper destacat, i va ajudar els joves jueus perquè poguessin fer Aliya, és a dir, emigrar a Israel des d'un altre país. Els membres del moviment van fundar diversos assentaments i van participar en la defensa de diversos municipis jueus. Actualment, la tnuà té 21 sucursals que es troben repartides per l'Estat d'Israel. En l'actualitat, s'està implementant el principi de conselleria per part dels membres majors cap als més joves.

### Activitats
El moviment macabeu organitza excursions per als seus membres més joves, per a dotar a les noves generacions d'una connexió amb la seva terra. Els passejos a peu, inclouen un entrenament de les habilitats d'exploració, com a part del seu aprenentatge dins del moviment. Durant les activitats anuals, els membres de Macabi HaTzair participen en reunions setmanals, en les sucursals locals, que es troben repartides per tot el país. El moviment macabeu va crear un esdeveniment anomenat: el camí de la torxa, aquest esdeveniment, està present en tots els esdeveniments organitzats per Macabi. Des del seu inici en 1944, s'ha celebrat des de llavors.
Un esdeveniment té lloc durant la festa de les llums o Hanukkà. Els membres del moviment macabeu participen en un esdeveniment que consisteix en córrer amb una torxa a través de pobles i assentaments per tot el país i en participar en diverses activitats educatives.
Com a part de la seva missió per desenvolupar les relacions amb les comunitats jueves a l'estranger, les delegacions locals, viatgen a altres països, amb una torxa simbòlica, difonent els valors i principis del moviment macabeu.
El moviment macabeu duu a terme una tasca educativa per ajudar els joves de tot el país a tenir millors modals i valors, contribuint així a la comunitat, duent a terme tasques de voluntariat, en una àmplia gamma de serveis comunitaris.